# Trasdockorna
Trasdockorna (engelska: The Raggy Dolls) var en brittisk animerad TV-serie som ursprungligen sändes på ITV Yorkshire Television 1986-1994.
Serien skapades ursprungligen av Melvyn Jacobson men temamusiken och de flesta avsnitten skrevs av Neil Innes.

## Handling
Serien handlar om några dockor som alla har blivit utsorterade på grund av fabrikationsfel. De bor i ett skrotkärl i leksaksfabriken.

## Karaktärer
- Sessan (Princess) - docka klädd i trasor. Som man kan se i intron, så är hon både den första dockan man får se, och den senaste som hamnat i lådan.
- Luren (Hi-Fi) - docka med talfunktion som stammar.
- Skrajsan (Lucy) - docka med lösa armar, ben och löst huvud.
- Bak-Å-Fram (Back to Front) - docka med huvudet bak-och-fram.
- Påsen (Sad Sack) - provexemplar av en dockmodell som ansågs för dyr för massproduktion. Han är den leksak som varit längst i lådan.
- Duttan (Dotty) - docka med färgstänk på kläderna.
- Claude - exportleksak som skulle till Frankrike, men missade färjan. Pratar med en fransk accent.

## Internationella sändningar
I Sverige premiärsändes Trasdockorna i SVT:s Björnes magasin den 31 augusti 1987.
Den sändes också i Israel med en hebreisk dub.

### Fotnoter
1. ↑  ”The Flying Machine” (på engelska). TV.com. 3 april 1994. Arkiverad från originalet den 3 mars 2018. https://web.archive.org/web/20180303225149/http://www.tv.com/shows/raggy-dolls/the-flying-machine-1169797/. Läst 13 april 2011.
2. ↑  ”Bored” (på engelska). TV.com. 20 december 1994. Arkiverad från originalet den 3 mars 2018. https://web.archive.org/web/20180303225327/http://www.tv.com/shows/raggy-dolls/bored-1170578/. Läst 13 april 2011.
3. ↑  ”Trasdockorna”. Svensk mediedatabas. 31 augusti 1987. https://smdb.kb.se/catalog/id/001706557. Läst 1 april 2011.
4. ↑  ”הבובות הפסולות- פתיח”. YouTube. 27/08/2014. https://www.youtube.com/watch?v=bUNNzY50F0Y. Läst 2 mars 2024.